# Подлесе (Любуське воєводство)
Подлесе (пол. Podlesie, нім. Kossäthenfeld) — село в Польщі, у гміні Любішин Ґожовського повіту Любуського воєводства.
Населення — 78 осіб (2011).

## Демографія
Демографічна структура станом на 31 березня 2011 року:
|          | Загалом | Допрацездатний вік | Працездатний вік | Постпрацездатний вік |
| -------- | ------- | ------------------ | ---------------- | -------------------- |
| Чоловіки | 36      | 11                 | 23               | 2                    |
| Жінки    | 42      | 11                 | 25               | 6                    |
| Разом    | 78      | 22                 | 48               | 8                    |